# Nazionale femminile under 17 di calcio della Polonia
La nazionale Under-17 di calcio femminile della Polonia, in polacco Reprezentacja Polski U-17 w piłce nożnej kobiet, è la rappresentativa calcistica femminile internazionale della Polonia formata da giocatrici al di sotto dei 17 anni, gestita dalla Federazione calcistica della Polonia (Polski Związek Piłki Nożne - PZPN).
Come membro dell'UEFA partecipa a vari tornei di calcio giovanili internazionali riservati alla categoria, come al Campionato mondiale FIFA under 17, Campionato europeo UEFA under 17 e ai tornei a invito come l'italiano Torneo dei Gironi.
Con la vittoria ottenuta nel 2013 al Campionato europeo femminile di calcio di categoria, è la terza nazionale di calcio femminile Under-17 più titolata in Europa, dopo Germania e Spagna.

## Partecipazioni ai tornei internazionali

### Piazzamenti agli Europei Under-17
- 2008: Non qualificata
- 2009: Non qualificata
- 2010: Non qualificata
- 2011: Non qualificata
- 2012: Non qualificata
- 2013: Campione
- 2014: Non qualificata
- 2015: Non qualificata
- 2016: Non qualificata
- 2017: Non qualificata
- 2018: Fase a gironi
- 2019: Non qualificata
- 2020 - 2021: Tornei cancellati
- 2022: Non qualificata
- 2023: Fase a gironi
- 2024: Terzo posto
- 2025: Fase a gironi

### Piazzamenti ai Mondiali Under-17
- 2008: Non qualificata
- 2010: Non qualificata
- 2012: Non qualificata
- 2014: Non qualificata
- 2016: Non qualificata
- 2018: Non qualificata
- 2022: Non qualificata
- 2024: Non qualificata
- 2025: Non qualificata